# Redd Davis
Redd Davis (nascido em 1896, data da morte desconhecida) foi um diretor de cinema canadense e produtor, que dirigiu mais de vinte filmes entre 1932 e 1942. Ele nasceu no Canadá em 1896, mas mudou-se para a Grã-Bretanha, onde dirigiu seu primeiro filme The Spare Room, em 1932. Redd trabalhou principalmente em Twickenham Studios no oeste de Londres. Em 1937, ele dirigiu Underneath the Arheces, seu filme mais bem sucedido.

## Filmografia
- The Spare Room (1932)
- The Medicine Man (1933)
- Excess Baggage (1933)
- Ask Beccles (1933)
- The Girl in the Flat (1934)
- Say It with Diamonds (1935)
- On Top of the World (1936)
- Calling All Ma's (1937)
- Underneath the Arches (1937)
- Anything to Declare? (1938)
- Discoveries (1939)
- That's the Ticket (1940)
- The Balloon Goes Up (1942)